# Mainsail Rock
Der Mainsail Rock (englisch für Großsegelfelsen) ist ein Klippenfelsen im Archipel der Südlichen Orkneyinseln. Er liegt 1 km südwestlich von Spine Island in der Sandefjord Bay von Coronation Island. Er ist der größte und östlichste einer Kette aus drei Klippenfelsen, die sich vor der Südostseite von Monroe Island in nordwest-südöstlicher Richtung verteilen.
Die Benennung erfolgte durch Wissenschaftler der britischen Discovery Investigations im Anschluss an 1933 durchgeführte Vermessungen.